# Turbina Ljungström

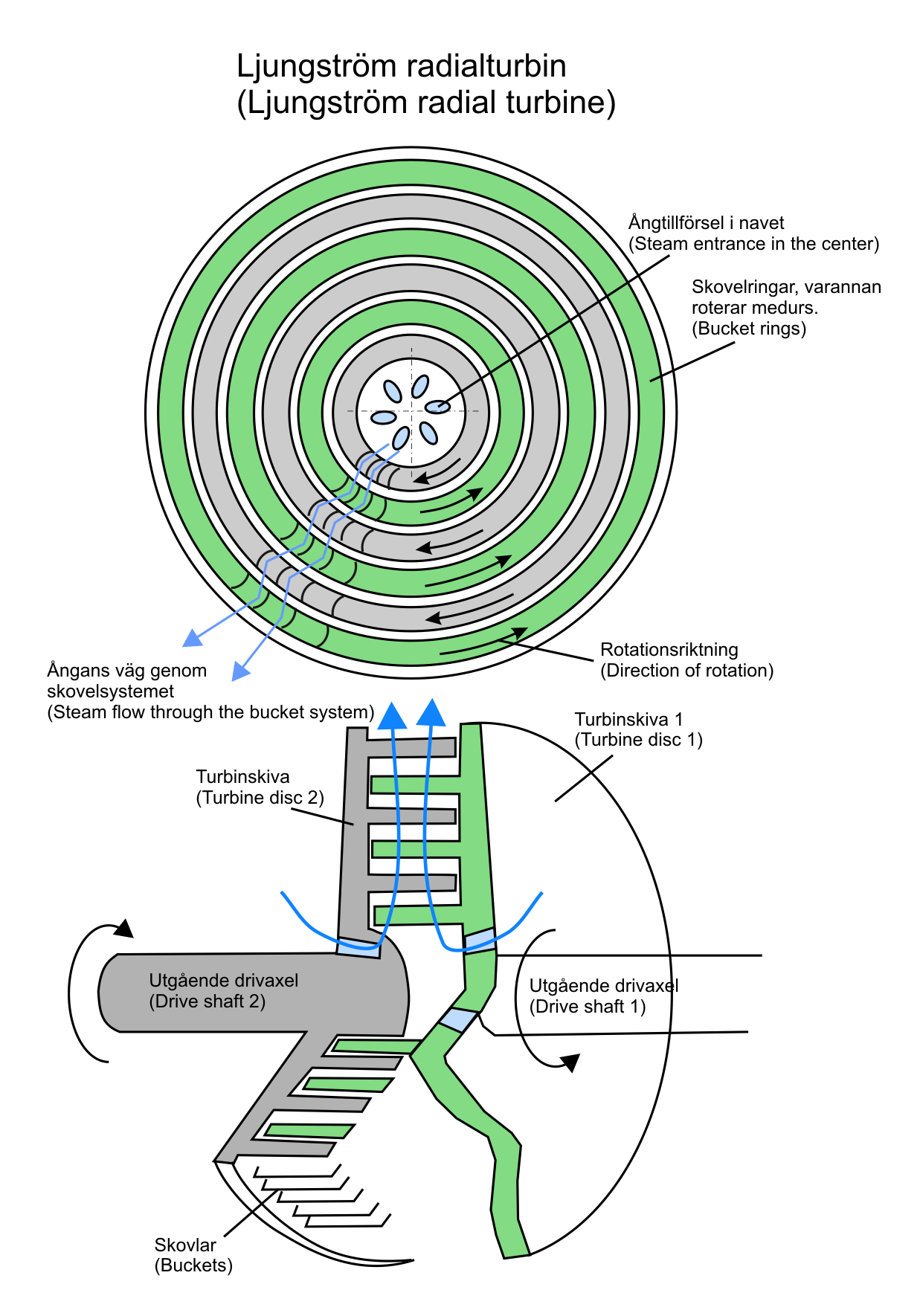
Principio de funcionamiento de la turbina Ljungström

La turbina Ljungström es una turbina de vapor especial desarrollada a principios del siglo XX por los hermanos suecos Birger (1872-1948) y Fredrik Ljungström (1875-1964). También es conocida bajo el nombre de Stal-Turbina, ya que Stal proviene de Svenska Turbinfabriks Aktiebolaget Ljungström. 

## Funcionamiento
El vapor fluye en sentido radial desde el interior hacia el exterior a través de la máquina, que se compone de dos mitades que giran una hacia la otra, en sentido contrario. Como resultado, cada pala de rotor de una de las mitades sirve simultáneamente como pala de guía de la otra mitad. El diferente sentido de rotación de las dos mitades es compensado por un engranaje o, en el caso de la generación de energía eléctrica, por dos generadores separados. La turbina Ljungström se puede utilizar como condensador o como fuente de alimentación para un sistema de calefacción urbana y, por tanto, es flexible en su uso. Así pues, ha tenido grandes aplicaciones industriales, que han sido capaces de utilizar tanto el vapor de escape de este motor para la cogeneración como su energía eléctrica. 
En principio, la potencia máxima era de 32 MW ya que las dos mitades de las turbinas no podían construirse de cualquier tamaño. Vinculada a la turbina Parsons, su rendimiento podía aumentar hasta 50 MW. Dado que las actuales centrales de vapor tienen una producción significativamente mayor, la turbina Ljungström ya no se fabrica.

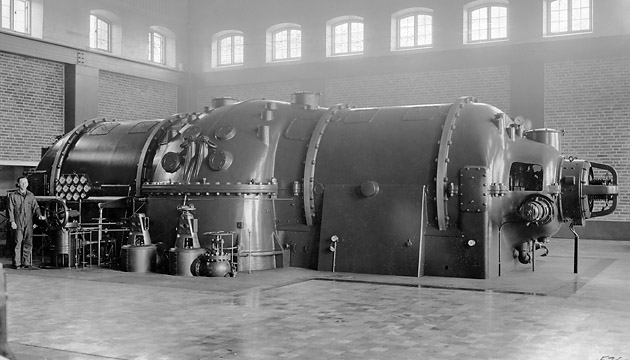
Unidad de generación eléctrica Ljungström 50 MW, 1932
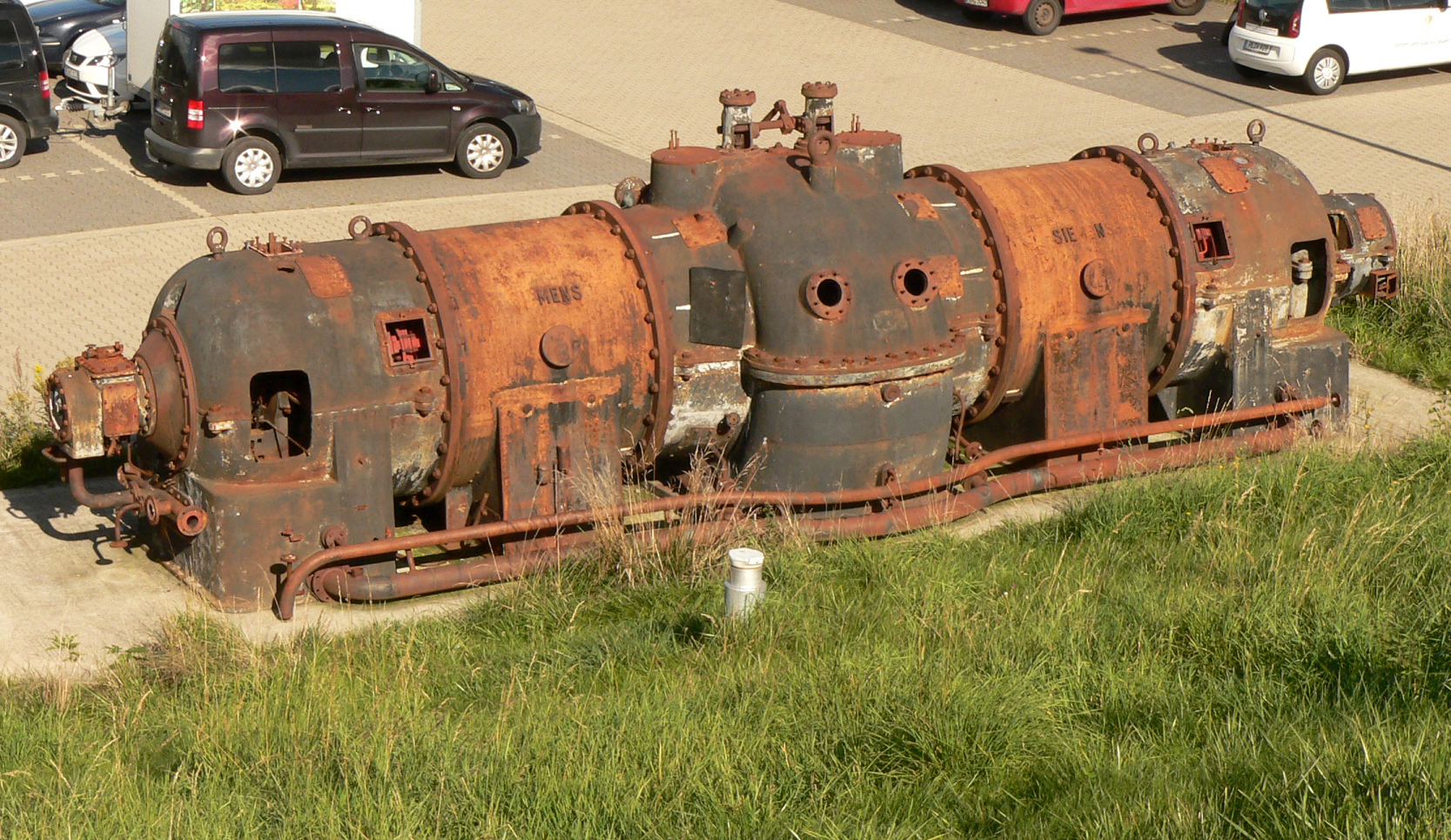
Una turbina Ljungström
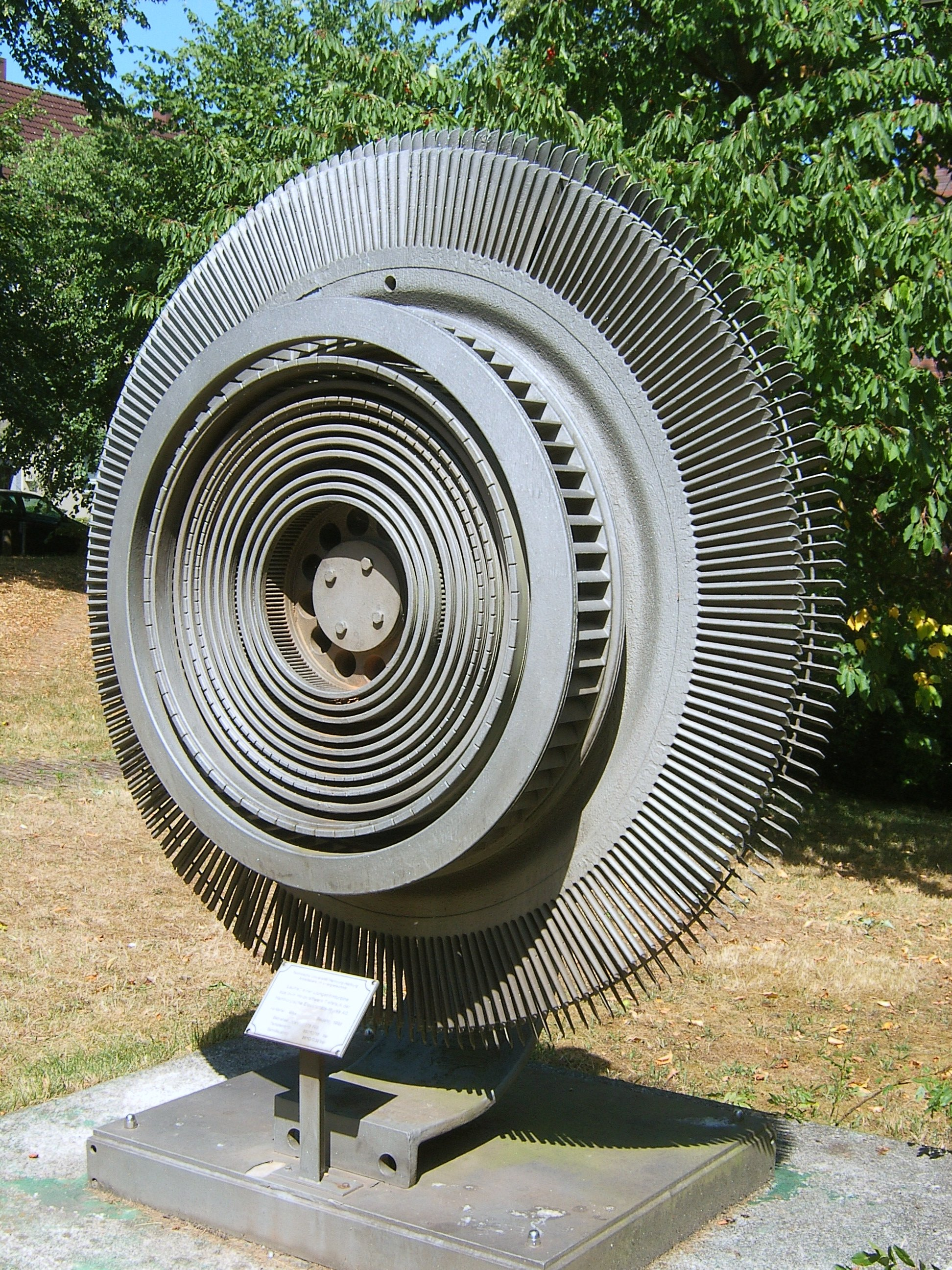
Un rotor para una turbina Ljungström con una pala axial interna y radial externa

## Los inventores
Los hermanos Ljungström eran muy creativos y se caracterizaban por la típica personalidad del inventor del siglo XIX. Inventaron no solo la turbina que lleva su nombre, sino también una forma temprana de la bicicleta. 